# Changfeng
Der Kreis Changfeng (chinesisch 长丰县, Pinyin Chángfēng Xiàn) ist ein Kreis der bezirksfreien Stadt Hefei in der chinesischen Provinz Anhui. Er hat eine Fläche von 1.835 km² und zählt 667.000 Einwohner (Stand: Ende 2018). Sein Hauptort ist die  Großgemeinde Shuihu (水湖镇). 

## Administrative Gliederung
Auf Gemeindeebene setzt sich der Kreis aus acht Großgemeinden und sieben Gemeinden zusammen. 